# Farkasok völgye: Irak
A Farkasok völgye – Irak (ném.: Tal der Wölfe – Irak, török: Kurtlar Vadisi Irak) egy 2006-os török film, amely az amerikaiak és szövetségeseik által megszállt Irakban játszódik. A film alapjául egy valós esemény szolgált, ennek ellenére maga a történet kitalált. Beleszőttek viszont számos olyan elemet, amely az iraki háború és az azt követő amerikai megszállás alatt többé kevésbé hasonlóan megtörtént, mint például az Abu Graib börtönbeli fogolykínzások vagy éppen az esküvő megtámadása, amely a 2004. május 19-i mukaradeebi mészárlásnak állít emléket.
A filmben a törökök, a kurdok és az irakiak testesítik meg a pozitív szereplőket, az amerikaiak, a zsidók és a keresztények pedig az antagonisták. A film semmiképpen nem akar még csak kiegyensúlyozottnak sem látszani, de annak megítélése már vita tárgyát képezheti, hogy csupán iraki/török/muszlim nézőpontból láttatja a világot, vagy uszítóan nyugatellenes és antiszemita propagandafilm.
A film szervesen kapcsolódik a nagy sikerű Kurtlar Vadisi (Farkasok Völgye) című török televíziós sorozathoz, melynek főszereplője ugyancsak Necati Sasmaz.

## Történet
|  | Alább a cselekmény részletei következnek! |

2003. július 4-én az amerikai hadsereg megtámadott egy 11 fős szövetséges török határvédelmi alakulatot. A foglyul ejtett török katonákat megalázó módon, fejükre zsákot húzva vitték el, és csak 60 óra múltán szabadultak ki a legmagasabb szintű közbenjárás hatására. Ez az esemény a „hood event” (zsákos eset) néven vált közismertté. Ennek hatására – a szégyentől nem bírva szabadulni – a török alakulat parancsnoka főbe lövi magát. Egy búcsúlevelet hagy barátjának, Polat Alemdarnak, aki egy különlegesen kiképzett titkos ügynök.
Polat terve az, hogy aláaknáznak egy luxushotelt, amit akkor nem robbantanak fel, ha Sam William Marshall, az amerikaiak parancsnoka és katonái zsákkal a fejükön kijönnek a hotelből. Sam erre harminc iraki gyereket hozat be maga köré, élő pajzsként, erre Polat meghátrál. Polat Irakban rádöbben, hogy az amerikai parancsnoknak nemcsak a törökök megalázása az egyetlen bűne, a helyi lakosok emberi jogait is lábbal tiporja. Megindul a harc a két ember közt…
|  | Itt a vége a cselekmény részletezésének! |

## Szereposztás
| Szerep                     | Színész         | Magyar hangja (1. szinkron, 2007) |
| -------------------------- | --------------- | --------------------------------- |
| Polat Alemdar              | Necati Sasmaz   | Görög László                      |
| Sam William Marshall       | Billy Zane      | (n. a.)                           |
| Abdurrahman Halis Karuki   | Ghassan Massoud | (n. a.)                           |
| Memati Bas                 | Gürkan Uygun    | Berzsenyi Zoltán                  |
| Leyla                      | Bergüzar Korel  | (n. a.)                           |
| Abdülhey Çoban             | Kenan Çoban     | Király Attila                     |
| Erhan Ufak                 | Erhan Ufak      | Elek Ferenc                       |
| Dante, Sam asszisztense    | Diego Serrano   | (n. a.)                           |
| Doktor                     | Gary Busey      | (n. a.)                           |
| George Baltimore, újságíró | Spencer Garrett | (n. a.)                           |

- További magyar hangok: Csuha Lajos, Csuja Imre, Kajtár Róbert, Kun Vilmos, Sörös Miklós

## Visszhang és vita Németországban
A film kapcsán Németországban kiújult a vita a sajtó- és szólásszabadságról,
belpolitikai viszály tárgya lett 2006 februárjában. CDU-s és főleg CSU-s politikusok, valamint a zsidó központi tanács szerint a film uszít a nyugati értékrend, a kereszténység ellen. Edmund Stoiber bajor miniszterelnök arra kérte a németeket, hogy bojkottálják ezt a „közönséges antiszemita és Nyugat-ellenes propagandafilmet.”
A szociáldemokraták és a baloldali értelmiség nagy része viszont a szólás- és a művészeti szabadság nevében védi a mozifilmet, s úgy vélik, hogy a konzervatívok valójában cenzúrát követelnek.
A filmet tíz nap alatt 200 ezren nézték meg, a nézők többsége Németországban élő ifjú török.